# Год трёх императоров
Год трёх императоров (нем. Dreikaiserjahr) — 1888 год в Германской империи, в течение которого на престоле Германской империи и Королевства Пруссия побывали три монарха из дома Гогенцоллернов — дед, сын и внук.
9 марта 1888 года после короткой болезни скончался, не дожив до 91 года одиннадцать дней, первый германский кайзер Вильгельм I. Престол перешёл к 56-летнему сыну Вильгельма, кронпринцу Фридриху Вильгельму, принявшему имя Фридрих III (продолжившему нумерацию прусских королей, а не императоров Священной Римской империи или германских королей Средневековья). Фридрих III к моменту вступления на престол был смертельно болен раком гортани и после трахеотомии, сделанной ему за месяц до этого, не мог говорить. Царствование продлилось только 99 дней, 15 июня Фридрих умер. После смерти Фридриха кайзером стал его старший сын 29-летний Вильгельм II, которому суждено было стать последним монархом Германии (отрёкся в 1918).
Таким образом, в течение 1888 года Германией правили не только три императора, но и вообще все кайзеры Второго рейха.

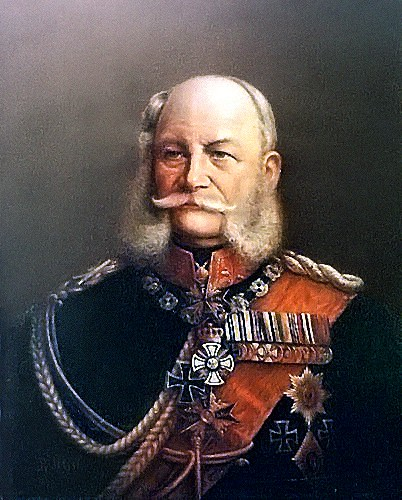
Вильгельм I
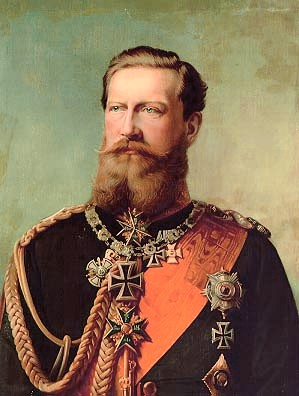
Фридрих III
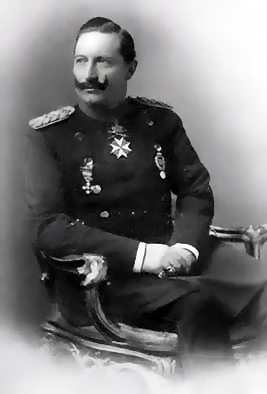
Вильгельм II

Несмотря на две смены главы государства, рейхсканцлером Германии и министр-президентом Пруссии оставался Отто фон Бисмарк (покинул свои посты только в 1890 году). Незначительные изменения в его кабинете Фридрих III, впрочем, успел провести (отставка министра внутренних дел Путткамера), их продолжил Вильгельм II.
Для запоминания года трёх императоров немецкие школьники заучивают на уроках истории мнемоническую фразу: Eins und dreimal acht — drei Kaiser an der Macht (рус. Единица и три восьмёрки — три кайзера у власти).